# アンドレア・オキピンティ
アンドレア・オキピンティ（Andrea Occhipinti, 1957年9月12日 - ）はミラノ出身の俳優、映画プロデューサー。ゲイであることを公表している。

## 主な作品
- SFコンクエスト 魔界の征圧 - Conquest （1983年、出演）
- ボレロ 愛欲の日々 - Bolero （1984年、出演）
- ラ・ファミリア - La famiglia （1987年、出演）
- ウェルカム!ヘヴン - Sin noticias de Dios （2001年、共同製作）
- イル・ディーヴォ 魔王と呼ばれた男 Il divo （2008年、製作）
- きっと ここが帰る場所 This Must Be the Place （2011年、製作）
- フリークスアウト Freaks Out （2021年、製作）